# Walckenaeria corniculans
Walckenaeria corniculans este o specie de păianjeni din genul Walckenaeria, familia Linyphiidae. A fost descrisă pentru prima dată de O. P.-cambridge, 1875. Conform Catalogue of Life specia Walckenaeria corniculans nu are subspecii cunoscute.